# سقوط هواپیمای جان اف. کندی جونیور
شامگاه شانزدهم ژوئیه سال ۱۹۹۹، جان اف. کندی جونیور، پسر رئیس جمهور آمریکا جان اف. کندی، در حادثه سقوط هواپیمای سبک اش به در نزدیکی مارتا وین‌یارد در اقیانوس اطلس درگذشت. در زمان سقوط همسر کندی، کارولین بست، و خواهرزن‌اش لورن بسکت نیز که همراه او بودند درگذشتند. هواپیمای تک موتوره پیپر ساراتوگا از فرودگاه شهرستان اسکس در نیوجرسی شروع به پرواز کرده‌بود و قرار بود در مسیراش از امتداد ساحل کنتیکت و رود آیلند ساند (Sound Rhode Island) به فرودگاه وینارد مارتا (Martha's Vineyard) بود. 
تحقیقات رسمی توسط هیئت ایمنی حمل و نقل ملی (NTSB) نتیجه گرفت که کندی در حالی که شب هنگام بر فراز آب در حال کم کردن ارتفاع بود دچار بی نظمی فضایی شد و کنترل هواپیما را از دست داد. کندی دارای رتبه ساز نبود و تنها مجاز به پرواز طبق قوانین پرواز بصری بود. در زمان سقوط، شرایط آب و هوا و نور به حدی بود که تمام نقاط بصری مبهم بودند و پرواز بصری را به چالش کشیدند، هرچند از نظر قانونی هنوز مجاز به پرواز بود.

## زمینه
شامگاه شانزدهم ژوئیه سال ۱۹۹۹، جان اف. کندی جونیور برای پیوستن به عروسی دختر عموی خود، روری با مارک بیلی در مجموعه کندی در بندر هانیس، ماساچوست، با پیپر ساراتوگا خود پرواز کرد. در این پرواز همسر کندی، کارولین بیست و خواهرزن کندی، لورن بسکت را نیز همراه کندی بودند. قرار بود لورن بسکت در فرودگاه مارتا وینیرز پیاده شود، در حالی که کندی و همسرش پرواز را تا فرودگاه شهری بارنستابل ادامه می دادند.  کندی هواپیمای خود را سه ماه قبل از سقوط خریداری کرده بود.  خواهران بنت در ردیف دوم صندلی ها قرار داشتند که رو به عقب هواپیما قرار داشت و با صندلی خلبان عقب به عقب بودند. 

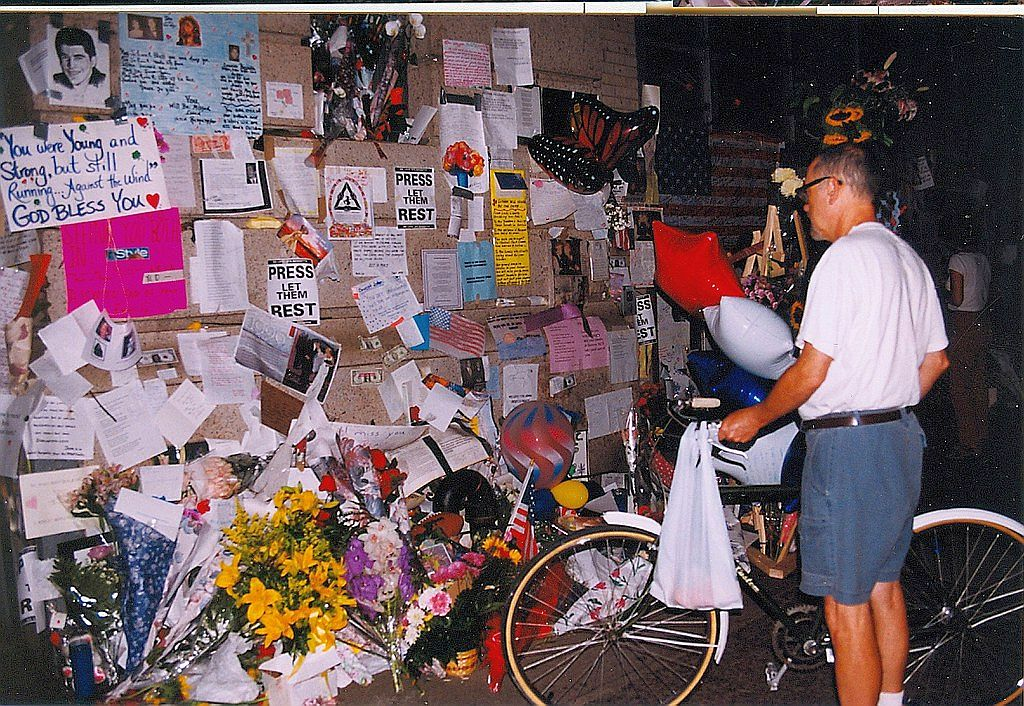
عزاداران خارج از خانه آپارتمان کندی